# 고마역 (이와테현)
고마역(일본어: 好摩駅)은 일본 이와테현 모리오카시에 위치한 IGR 이와테 은하 철도와 동일본 여객철도의 철도역이다. IGR 이와테 은하 철도의 이와테 은하 철도선과 JR 동일본의 하나와 선등 2개의 노선이 운행되며, 단선 · 섬식의 형태를 합친 2면 3선 구조의 복합 승강장을 갖춘 지상역이다.

## 타는 곳
| 1 | ■ 하나와 선          | -    | 가즈노하나와 · 오다테 방면                | 일부는 2번 선으로부터 발차             |
| 1 | ■ 이와테 은하 철도선 | 상행 | 다키자와 · 모리오카 방면                  | 당 역 시발 · 하나와 선 직통만          |
| 2 | ■ 이와테 은하 철도선 | 하행 | 이와테누마쿠나이 · 니노헤 · 하치노헤 방면 |                                        |
| 3 | ■ 이와테 은하 철도선 | 상행 | 다키자와 · 모리오카 방면                  | 하나와 선 보다 직통 열차의 일부를 포함 |

## 이용 현황
| 승차 인원 추이 | 승차 인원 추이 | 승차 인원 추이 |
| 연도           | JR             | IGR            |
| -------------- | -------------- | -------------- |
| 2000           | 757            |                |
| 2001           | 715            |                |
| 2002           | 753            | 2,866          |
| 2003           | 927            | 2,938          |
| 2004           | 859            | 2,783          |
| 2005           | 776            | 2,662          |
| 2006           | 707            | 2,575          |
| 2007           | 681            | 2,456          |
| 2008           | 651            | 2,405          |
| 2009           | 631            | 2,310          |
| 2010           | 602            | 2,254          |
| 2011           | 619            | 2,103          |
| 2012           | 613            | 2,096          |
| 2013           | 602            | 2,126          |
| 2014           | 551            | 2,013          |
| 2015           | 545            | 1,973          |

## 역 주변
- 국도 제4호선 시부타미 바이패스
- 기타가미 강
- 아카 강

## 인접 역
| IGR 이와테 은하 철도 이와테 은하 철도선 | IGR 이와테 은하 철도 이와테 은하 철도선 | IGR 이와테 은하 철도 이와테 은하 철도선 |
| --------------------------------------- | --------------------------------------- | --------------------------------------- |
| 시부타미 모리오카 방면                  | ■ 이와테 은하 철도선                    | 이와테카와구치 고마 방면                |
| 동일본 여객철도 하나와 선               |                                         |                                         |
| 시·종착역                               | ■ 하나와 선                             | 히가시오부케 오다테 방면                |